# Mantispa annulicornis
Mantispa annulicornis är en insektsart som beskrevs av Gerstaecker 1894. Mantispa annulicornis ingår i släktet Mantispa och familjen fångsländor. Utöver nominatformen finns också underarten M. a. nigricornis.